# James Gray

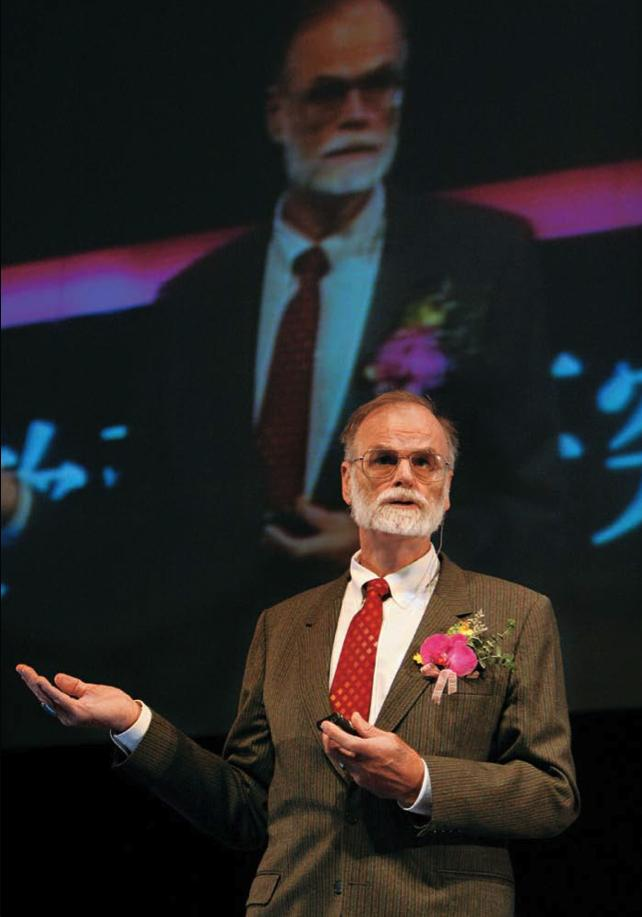
James Gray

James Nicholas „Jim” Gray (ur. 1944, zaginął na morzu 28 stycznia 2007) – amerykański informatyk, laureat Nagrody Turinga z 1998 za „wkład w dziedzinie teorii baz danych i przetwarzania transakcyjnego”.
Gray był absolwentem University of California w Berkeley, w 1969 otrzymał tytuł doktora filozofii. Pracował jako badacz i projektant oprogramowania w kilku firmach informatycznych, w tym w IBM, Tandem (firma) i DEC, pełnił funkcję Distinguished Engineer w Microsoft Research. Wniósł wkład w zbudowanie szeregu dużych systemów bazodanowych, w tym System R w IBM.